# Cratere Darney

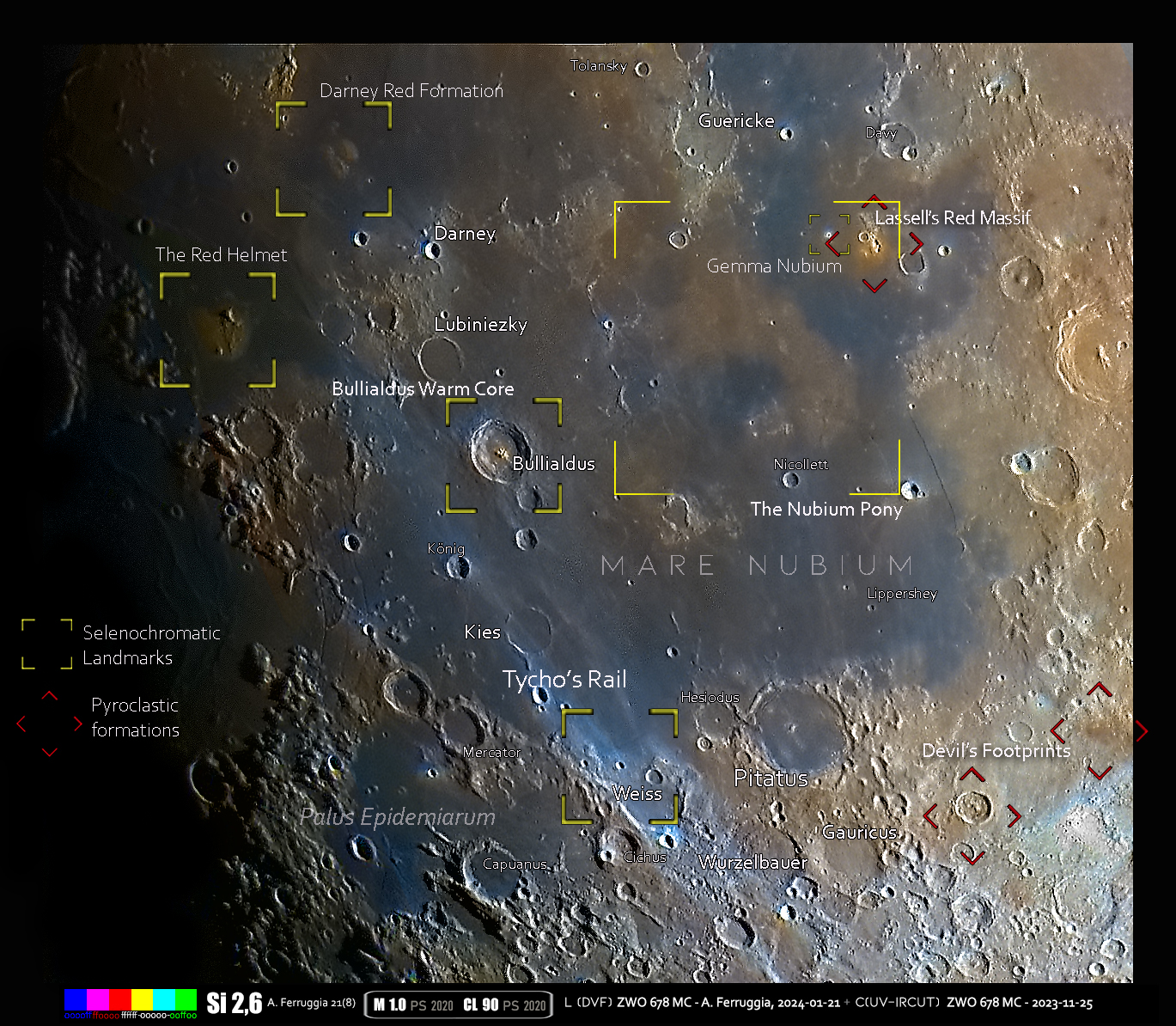
Area del cratere (in alto a sinistra) in formato selenocromatico

Darney è un cratere meteoritico di 14,81 km situato nella parte sud-occidentale della faccia visibile della Luna, nella zona di congiunzione tra il Mare Nubium e l'Oceanus Procellarum. A sud si trova il cratere Lubiniezky, invaso dalla lava. Il margine meridionale di Darney è contiguo ad una serie di alture che si estendono verso sud-ovest.
Questo cratere a tazza è dotato di un piccolo terrazzamento, circa a metà delle pendici interne, ed ha un'albedo relativamente più alta del mare lunare circostante. Darney è il centro di una modesta raggiera di circa 110 km di diametro.
Il cratere è dedicato all'astronomo francese Maurice Darney.

## Crateri correlati
Alcuni crateri minori situati in prossimità di Darney sono convenzionalmente identificati, sulle mappe lunari, attraverso una lettera associata al nome.
| Darney | Coordinate            | Diametro (in km) |
| ------ | --------------------- | ---------------- |
| B      | 14°49′12″S 26°25′48″W | 3,61             |
| C      | 14°08′24″S 26°02′24″W | 12,81            |
| D      | 14°30′36″S 27°03′36″W | 4,85             |
| E      | 12°25′48″S 25°26′24″W | 4,35             |
| F      | 13°19′12″S 26°27′36″W | 3,86             |
| J      | 14°21′S 21°27′W       | 6,03             |